# داگوبرت یکم

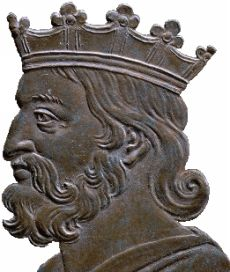

داگوبرت یکم(زاده ۶۰۳-درگذشت ۱۹ ژانویه ۶۳۹) پادشاه مروونژی اوسترازیا (میان سال‌های ۶۲۳ تا ۶۳۴، و پادشاه همه فرانک‌ها (از ۶۲۹ تا ۶۳۴) و پادشاه نوستریا و بورگوندی (میان سال‌های ۶۲۹-۶۳۹) بود. او واپسین شاه دودمان مروونژی بود که به راستی فرمانروایی می‌کرد.
نام او در کتب تاریخی فارسی (مثل تاریخ منتظم ناصری) به شکل دکبر آمده است.
داگوبرت یکم در کلیسای سن-دنی به خاک سپرده شد.

## نگارخانه

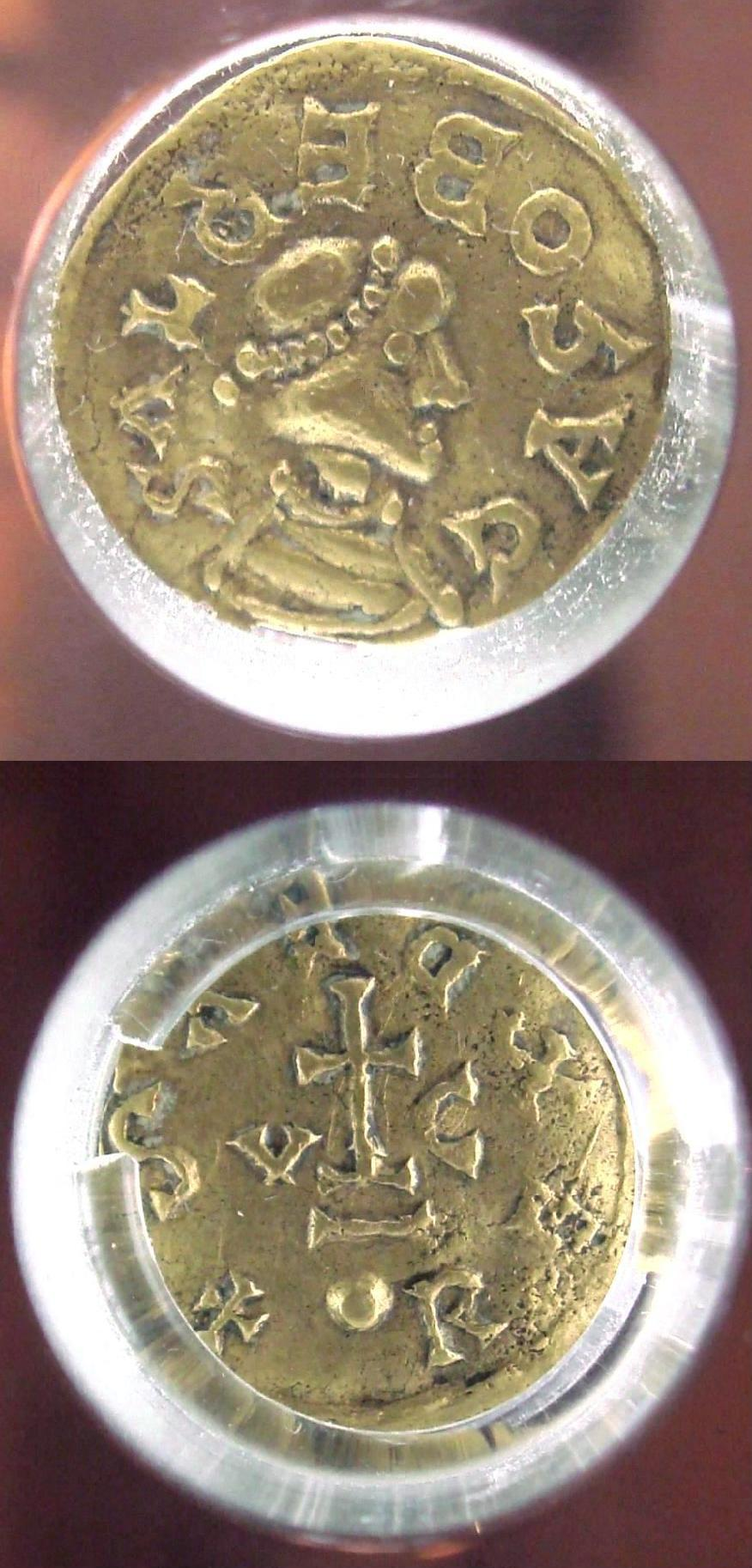
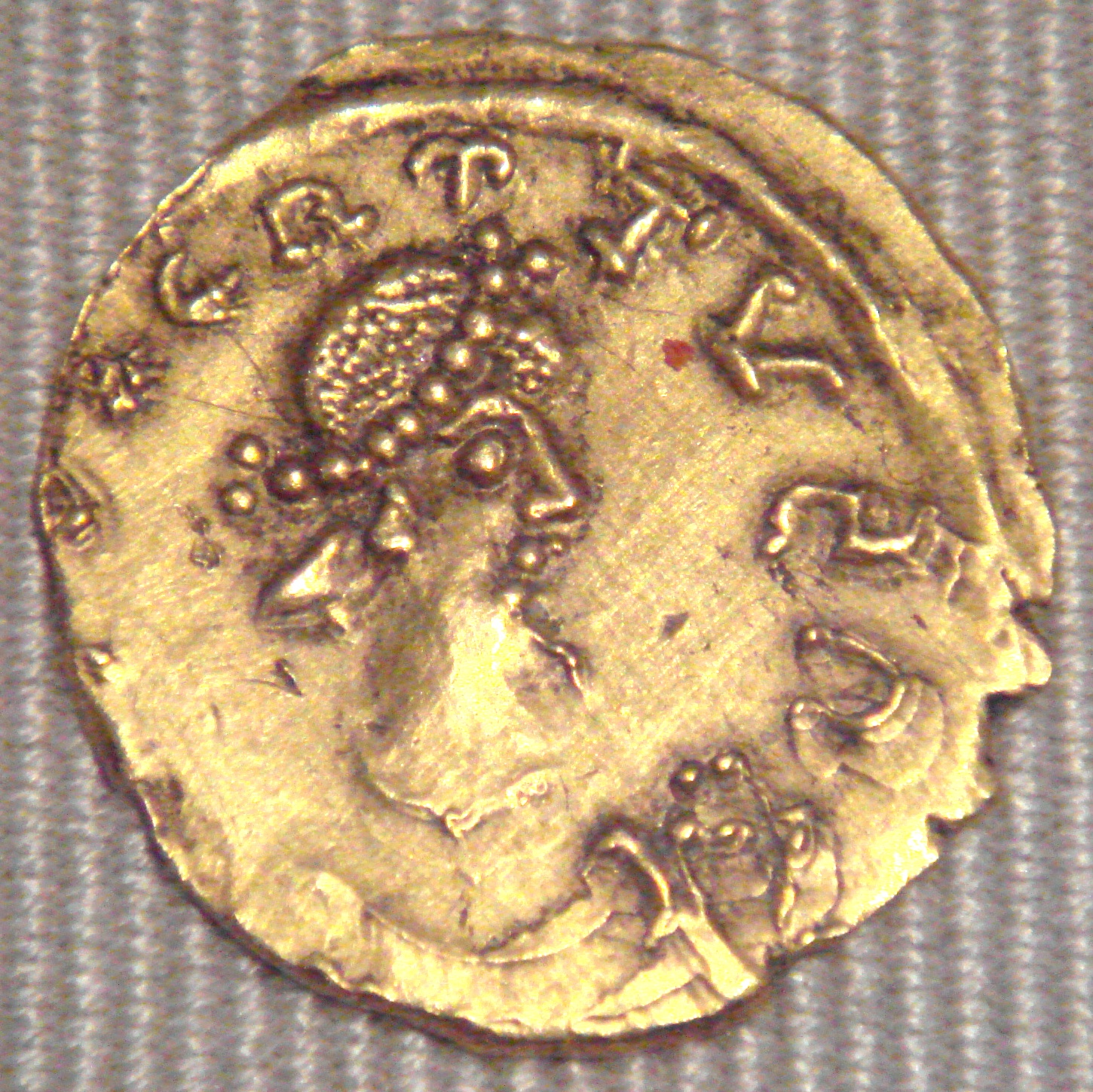
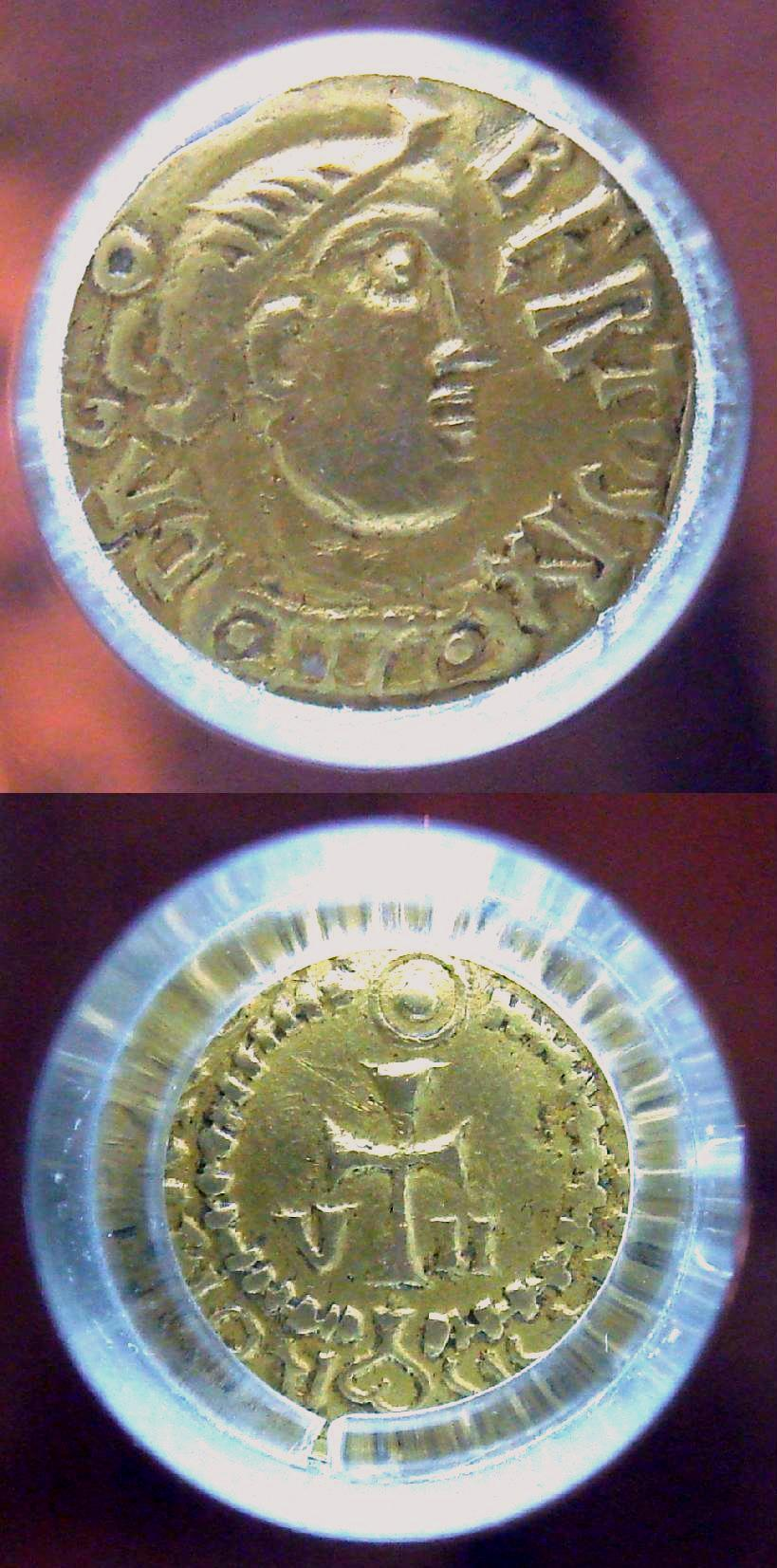